# Ordenanzas de 1311
Las Ordenanzas de 1311 fueron una serie de regulaciones impuestas al rey Eduardo II de Inglaterra por la alta nobleza y el clero de Inglaterra para restringir el poder del rey. Los veintiún firmantes de las Ordenanzas son conocidos como los Señores Ordenantes (Lords Ordainers), o simplemente los Ordenantes (Ordainers). Los reveses a Inglaterra durante la Primera Guerra de Independencia Escocesa, combinados con las políticas fiscales reales, vistas como abusivas, establecieron los antecedentes para la escritura de las Ordenanzas, en las que un consejo de barones se apropió de la mayoría de los privilegios administrativos del monarca. Las Ordenanzas recogen las Provisiones de Oxford y las Provisiones de Westminster, de los años 1250; pero a diferencia de las Provisiones, las Ordenanzas contenían nuevas relaciones a la reforma fiscal, redirigiendo específicamente ingresos del tesoro real al tesoro público.
Otros temas fueron también decisivos para su concepción. Estaban particularmente descontentos con Piers Gaveston, el favorito del rey, a quien los barones consecuentemente desterraron del reino. Eduardo II aceptó las Ordenanzas únicamente bajo coacción, y siguió una larga lucha por su revocación, que no acabó hasta que Tomás Plantagenet, conde de Lancaster, fue ejecutado en 1322.

## Trasfondo

### Primeros problemas
Cuando Eduardo II sucedió a su padre Eduardo I de Inglaterra el 7 de julio de 1307, la actitud de sus súbditos era en general de buena voluntad hacia su nuevo rey. Sin embargo, el descontento crecía bajo la superficie. Parte de la culpa se debe a algunos problemas existentes, dejados por el antiguo rey, mientras que muchos nuevos de debieron a la incapacidad del nuevo rey. Los problemas eran triples. Primero, existía descontento con la política real por la financiación de las guerras. Para financiar la guerra en Escocia, Eduardo I recurría cada vez más a requisar bienes para aprovisionar las tropas. Aunque era un método perfectamente legítimo de recaudar dinero, los nobles sentían que la requisación era ya demasiado agobiante, y la compensación era en muchos casos inadecuada o nula. Además, no les gustó el hecho de que Eduardo II requisara para su propio tesoro sin continuar el esfuerzo de guerra contra Escocia, causando el segundo problema. Mientras que Eduardo I había pasado la última década de su reinado luchando implacablemente contra los escoceses, su hijo abandonó la guerra casi por completo. En esta situación, el rey escocés Robert Bruce pronto aprovechó la oportunidad de reconquistar lo que había perdido. Esto no solo expuso el norte de Inglaterra a los ataques escoceses, sino que también puso en peligro las posesiones de los barones ingleses en Escocia.
El tercer y más importante problema concernía al favorito del rey, Piers Gaveston. Gaveston era un Gascón de orígenes relavitamente humildes, con quien el rey tenía una relación particularmente cercana. Entre los honores con los que Eduardo colmó a Gaveston estaba el Condado de Cornualles, un título que previamente había sido conferido solo a miembros de la familia real. El trato preferencial de un presuntuoso como Gaveston, en combinación con un comportamiento visto como arrogante, llevó hacia el resentimiento de los grandes nobles establecidos del reino. Este resentimiento salió primero a la superficie en una declaración escrita en Boulogne-sur-Mer por un grupo de magnates que estuvieron con el rey cuando estuvo en Francia por su ceremonia de matrimonio con la hija del rey francés. El llamado acuerdo de Boulogne era vago e impreciso, pero expresaba una clara preocupación sobre el estado de la corte real. El 25 de febrero de 1308, el nuevo rey fue coronado. El juramento que tuvo que hacer en la coronación difería del de los reyes previos en la cuarta cláusula; donde se requería a Eduardo prometer mantener las leyes que la comunidad "haya elegido"("aura eslu"). Aunque no está claro que quería decir esta formulación en ese momento, este juramento se usó más tarde en la lucha entre el rey y sus condes.

## El exilio de Gaveston
En el parlamento de abril de 1308, se decidió que Gaveston sería desterrado del reino bajo amenaza de excomunión. El rey no tuvo más elección que obedecer, y el 24 de junio Gaveston abandonó el país con el cargo de Señor Teniente de Irlanda. El rey comenzó de inmediato a conspirar para conseguir el regreso de su favorito. En el parlamento de abril de 1309, sugirió un compromiso en el que ciertas peticiones de los condes serían aceptadas a cambio del regreso de Gaveston. El plan no se materializó, pero Eduardo reforzó su posición para el parlamento de Stratford, en julio de ese mismo año, cuando recibió la nulidad papal de la amenaza de excomunión. El rey aprobó el llamado "Estatuto de Stratford" (que en esencia era una reformulación del "Articuli super Cartas" que su padre había firmado en 1300), y se permitió el regreso de Gaveston.
Los condes que acordaron el compromiso esperaban que Gaveston hubiera aprendido la lección. Sin embargo, a su regreso, se comportó peor que nunca, confiriendo incluso insultantes apodos a algunos de los más grandes nobles. Cuando el rey convocó un gran consejo en octubre, muchos de los condes se negaron a acudir debido a la presencia de Gaveston. En el parlamento de febrero del siguiente año, se ordenó que Gaveston no acudiera. Los condes desobedecieron una orden real de no llevar armas al parlamento, y en un atuendo militar completo presentaron una petición al rey de creación de una comisión de reforma. El 16 de marzo de 1310, el rey accedió al nombramiento de Ordenantes, quienes iban a estar a cargo de la reforma de la casa real.

## Los Señores Ordenantes
Los Ordenantes eran elegidos por una asamblea de magnates, sin representación de los comunes. Eran un grupo diverso, consistente en ocho condes, siete obispos y seis barones - veintiún personas en total.
Había leales realistas, así como fieros oponentes del rey. El líder natural del grupo fue Henry de Lacy, III conde de Lincoln. Era uno de los hombres más ricos del país, así como el más viejo de los condes, y había probado su lealtad y capacidad en su largo servicio a Eduardo I. Lincoln contaba con una moderada influencia en los miembros más extremos del grupo, pero con su muerte en febrero de 1311, el liderazgo pasó a su yerno y heredero Tomas de Lancaster. Lancaster, primo del rey, estaba ahora en posesión de cinco condados, lo que hacía de él el hombre más rico del país con diferencia, salvando al rey. No hay pruebas de que Lancaster estuviera en contra del rey en los primeros años de su reinado, pero en la época de las Ordenanzas estaba claro que algo había afectado negativamente su opinión del rey Eduardo.
El principal aliado de Lancaster era Guy de Beauchamp, X conde de Warwick. Warwick era el más ferviente y consistente antagonista de los condes, y así permaneció hasta su pronta muerte en 1315. Otros condes eran más dóciles. Gilbert de Clare, conde de Gloucester, era el cuñado de Gaveston y permaneció leal al rey. Aymer de Valence, II conde de Pembroke, sería más tarde uno de los principales partidarios del rey, aunque en esta época encontró más prudente seguir a favor de los reformadores. De los barones, al menos Robert Clifford y William Marshall parecían tener inclinaciones realistas. 
Entre los obispos, solo dos destacaron como figuras políticas significativas, el más prominente de ellos siendo Robert Winchelsey, Arzobispo de Canterbury. En el pasado una formidable presencia en la vida pública de Inglaterra, Winchelsey lideró la lucha contra Eduardo I para defender la autonomía de la iglesia, y por ello pagó con la suspensión y el exilio. Una de las primeras acciones de Eduardo II fue reinstaurar a Winchesley como Arzobispo de Canterbury, pero en vez de responder con agradecida lealtad, el arzobispo pronto asumió de nuevo un papel de liderazgo en la lucha contra el rey. Aunque estaba intentando aplacar a Winchelsey, el rey llevó un antiguo rencor contra otro prelado, Walter Langton, Obispo de Lichfield. Eduardo había cesado a Langton de su posición como tesorero de la Hacienda y confiscado sus posesiones temporales. Langton había sido un oponente de Winchelsey durante el reinado previo, pero el movimiento de Eduardo II contra Langton atrajo a los dos Ordenantes juntos.

## Las Ordenanzas
Seis ordenanzas preliminares fueron anunciadas inmediatamente tras el nombramiento de los Ordenantez, el 19 de marzo de 1310, pero hasta agosto de 1311 el comité no terminó su trabajo. Mientras tanto Eduardo estuvo en Escocia en una campaña abortada, pero en 16 de agosto, el Parlamento de reunió en Londres y al rey le fueron presentadas las Ordenanzas.
El documento que contenía las Ordenanzas está datado a 5 de octubre, y contiene cuarenta y un artículos. En el preámbulo, los Ordenantes expresan su preocupación sobre los que perciben como los malvados consejeros del rey, la precariedad de la situación militar en el extranjero, y el peligro de rebelión en casa debido a los opresivos precios. Los artículos pueden dividirse en diferentes grupos, el más grande tratando las limitaciones del poder del rey y sus oficiales, y la sustitución de estos poderes con el control de los barones. Se decretó que el rey nombraría a sus oficiales solo "mediante el consejo y aprobación de los barones, y eso en el parlamento". Lo que es más, el rey ya no podría ir a la guerra sin el consentimiento de los barones, ni podría hacer reformas en el sistema monetario. Adicionalmente, se decidió que el parlamento se convocaría al menos una vez al año. Paralelas a estas decidiones estaban las reformas de las finanzas reales. Las Ordenanzas prohibían lo que era visto como precios y aranceles extorsionantes, y a la vez declaraban que los beneficios serían pagados directamente a la Hacienda. Esto era una reacción a la tendencia creciente de recibir los beneficios directamente en la casa real; haciendo que todas las finanzas reales fueran responsabilidad de la Hacienda se permitía un mayor escrutinio público.
Otros artículos trataban sobre el castigo de personas espefícicas, el primero de estos, Piers Gaveston. El artículo 20 describe enteramente las ofensas cometidas por Gaveston; fue condenado una vez más al exilio y tuvo que abandonar el reino el 1 de noviembre. Los banqueros de la compañía italiana Frescobaldi fueron arrestados, y sus bienes confiscados. Se mantenía que la gran dependencia financiera que mantenía el rey inglés de los italianos era políticamente desafortunada. Los últimos individuos en ser señalados para su castigo fueron Henry de Beaumont y su hermana, Isabella de Vescy, dos extranjeros asociados con la casa del rey. Aunque es difícil decir por qué estos dos recibieron una mención particular, puede estar relacionado con la posición central de sus posesiones en la guerra escocesa.
Los Ordenantes también cuidaron de confirmar y elaborar los estatutos existentes, y se hicieron reformas de la ley criminal. También se confirmaron las libertades de la iglesia. Para asegurar que ninguno de los Ordenantes fuera influenciado en sus decisiones por sobornos del rey, se formularon restricciones sobre qué regalos reales y oficios podían recibir durante su mandato.

## Repercusiones
Las Ordenanzas fueron extensamente publicadas el 11 de octubre, con la intención de obtener el máximo apoyo popular. La década siguiente a su publicación vio una lucha constante sobre su revocación o continuación. Aunque no fueron finalmente revocadas hasta mayo de 1322, el vigor con el que eran impuestas dependía de quién estuviera en control del gobierno.
Antes del fin del año, Gaveston había regresado a Inglaterra, y la guerra civil parecía inminente. En mayo de 1312, Gaveston fue capturado por el Conde de Pembroke, pero Warrick y Lancaster lo secuestraron y ejecutaron tras un falso juicio. Esta afrenta al honor de Pembroke le condujo irrevocablemente dentro del campo del rey, y consecuentemente dividió a la oposición. La brutalidad del acto condujo inicialmente a Lancaster y sus seguidores fuera del centro del poder, pero la Batalla de Bannockburn, en junio de 1314, les devolvió la iniciativa. Eduardo fue humillado por su desastrosa derrota, mientras Lancaster y Warwick no habían tomado parte en la campaña, clamando que se llevaba a cabo sin el consentimiento de los barones, y como tal desafiaba las Ordenanzas. 
Lo que siguió fue un periodo de virtual control del gobierno por parte de Lancaster, aunque cada vez más, y particularmente tras la muerte de Warwick en 1315, se encontró aislado. En agosto de 1318, el llamado "tratado de Leake", estableció un modus vivendi entre las partes, por el cual se restauraba al rey en el poder mientras prometiera mantener las ordenanzas. Lancaster, sin embargo, aún tenía asuntos con el monarca, particularmente con la conducta de su nuevo favorito, Hugo Despenser el Joven, y su padre, Hugo Despenser el Viejo. En 1322, estalló la rebelión que acabó con la derrota y ejecución de Lancaster en la Batalla de Boroughbridge en marzo. En el parlamento de mayo del mismo año, las ordenanzas fueron revocadas. Sin embargo, seis cláusulas que concernían temas como la jurisdicción del tesoro y el nombramiento de sheriffs (jefes de policía) se mantuvieron. Cualquier restricción del poder real fue inequívocamente anulada.
Las Ordenanzas no fueron reinstauradas nunca más, y por lo tanto no mantienen ninguna posición permanente en la historia legal de Inglaterra de la forma en que la Magna Carta, por ejemplo, lo hace. La crítica ha sido contra el enfoque conservador del papel de los barones en la política nacional de Inglaterra, ignorando la prevalencia de los comunes. Aun así el documento, y el movimiento detrás del mismo, reflejaba nuevos desarrollos políticos en su énfasis en cómo la aceptación debía ser obtenida por los barones en el parlamento. Era solo cuestión de tiempo antes de que fuera generalmente reconocido que los Comunes eran una parte integrante de esa institución.
- Datos: Q3885130